# Чекинская волость
Че́кинская во́лость — административно-территориальная единица, входившая в состав сначала Каинского, а затем Татарского уездов Томской губернии в 1913—1920 гг., в составе Татарского уезда Омской губернии в 1920—1922 гг.
В те годы в документах также встречалось написание как Чикинская волость.
См. также: Томские волости

## История
Образована 1 января 1913 года, путём отчисления из Кыштовской волости (Каинский уезд) ряда населённых пунктов. Названа по наименованию речки Чеки.
Административный центр — село Бочкарёвское.
В составе Каинского уезда была до декабря 1917, затем по официальным решениям сначала Временного Правительства России от августа 1917, затем Совнаркома от декабря 1917 должна была быть отнесена к составу вновь формирующемуся Татарскому уезду. Через неделю после формирования Татарского уезда Томской губернии он планировался к передаче в состав вновь формируемой Акмолинской области. Начавшаяся в стране Гражданская война внесла сумятицу и неоднозначность в эти административно-территориальные реформы: советская власть пыталась переименовать в феврале 1918 Акмолинскую область в Омскую, а с марта (ещё одно решение в августе 1918) переименовать Тобольскую губернию в Тюменскую. Свои решения, не совпадающие с решениями советского правительства, по статусу Татарского уезда и губерниям Омской и Тобольской/Тюменской пыталось выносить Российское правительство адмирала Колчака в 1919. Всё это время волость и уезд официально продолжали относиться к Томской губернии.
Наконец в сентябре 1919 колчаковское Правительство приняло решение о передаче Татарского уезда Томской губернии в состав Омской области с декабря 1919, местные органы власти начали подготовку к этой передаче. Но в декабре 1919 территория была занята Красной Армией и перешла под юрисдикцию советского правительства. Которое переименовало Омскую область в Омскую губернию. С января 1920 года Татарский уезд, вновь уже решением Сибревкома (РСФСР), переподчиняется из состава Томской губернии в состав Омской губернии.
В сёлах Чекинской и соседней Кыштовской волости летом 1919 года возникло вооружённое сопротивление против военной власти колчаковской администрации, в этих местах сформировались и начали действовать красно-партизанские отряды, которые вступали в бои с белогвардейцами. Восстание, позднее получившее название Урманского (в других источниках — Тарское восстание), разрослось и не затухало вплоть до прихода Красной Армии в середине ноября 1919 года.
После установления советской власти гнёт на крестьян вызвал массовое недовольство. Введённые с конца августа 1920 года многочисленные продразвёрстки (собираемые в том числе с помощью специальных отрядов «заготовителей», усиленные вооружённым «активом» из числа членов ВКП(б) и комсомольцев) оказались непосильны для сибирских крестьян, — тем более, что в 1920 году  регион Ишимского, Каинского (Барабинского) и Татарского уездов постиг сильный неурожай. На значительной территории Сибири, включающей уезды Омской и Тюменской губерний, но более всего на территории юго-запада Томской губернии, вспыхнуло крестьянское восстание, известное как «Сибирская Вандея». В сёлах организовывались новые отряды самообороны, которые власть поспешила назвать бело-партизанскими или белобандитскими. Лозунг восстания, начертанный на их красных знамёнах: «Крестьяне — за Советскую власть, но без большевиков!». Восстание было жёстко подавлено подразделениями Красной Армии, усиленными отрядами вооружённых большевиков (т.н. части ЧОН). Вскоре Совнарком принял решение о замене в стране продразвёрстки продналогом, который нёс меньше гнёта на крестьян.
В 1922 году Чекинская волость решением Сибревкома включена в состав укрупнённой Кыштовской волости (района).
Постановлением Президиума ВЦИК от 25 мая 1925 года Омская губерния была упразднена, её территория вошла в состав новообразованного Сибирского края. Этим же постановлением упразднялось уездно-волостное деление и вводилось деление на округа и районы. Татарский уезд был разделён между Барабинским и Славгородским округами Сибкрая, прежний уездный город Татарск стал центром Татарского района.
После реорганизации Сибкрая и формирования вновь Омской и Новосибирской областей территория бывшей Чекинской волости стала входить в состав Кыштовского района Новосибирской области (часть территории бывшего Барабинского округа).

## Примечание
1. ↑  Государственный архив Томской области: Ф.3. Оп. 45. Д. 1152. Л. 23, 23 об.
2. ↑  Ныне деревня Бочкарёвка — малый населённый пункт в составе Колбасинского сельсовета Кыштовского района Новосибирской области.
3. ↑  Шуклецов В.Т. Сибиряки в борьбе за власть Советов. — Новосибирск, 1981. — С. 147—155 [«кыштовское сопротивление» колчаковцам].
4. ↑  Краткая история Кыштовского района Архивная копия от 2 февраля 2017 на Wayback Machine.